# Thomas Stuer-Lauridsen
Thomas Stuer-Lauridsen (* 29. April 1971 in Hørsholm) ist ein ehemaliger dänischer Badmintonspieler. Lisbet Stuer-Lauridsen ist seine Schwester.

## Karriere
Thomas Stuer-Lauridsen gewann als erster dänischer Badmintonspieler eine Medaille bei Olympia. 1992 holte er sich Bronze in Barcelona. Bei den Weltmeisterschaften 1993 und 1995 gewann er ebenfalls Bronze. Silber gab es für ihn bei der Europameisterschaft 1992. Bei Olympia 1996 trug er die dänische Flagge zur Eröffnungsveranstaltung. 

## Sportliche Erfolge
| Saison    | Veranstaltung                                      | Disziplin    | Platz | Name                                                              |
| --------- | -------------------------------------------------- | ------------ | ----- | ----------------------------------------------------------------- |
| 1982/1983 | Dänemark: Einzelmeisterschaften der Junioren U13   | Herrendoppel | 1     | Thomas Stuer-Lauridsen / Frank Rasmussen, Lillerød                |
| 1982/1983 | Dänemark: Einzelmeisterschaften der Junioren U13   | Mixed        | 1     | Thomas Stuer-Lauridsen, Lillerød / Christina Bostofte, Skovshoved |
| 1984/1985 | Dänemark: Einzelmeisterschaften der Junioren U15   | Mixed        | 1     | Thomas Stuer-Lauridsen, Gentofte / Christina Bostofte, Skovshoved |
| 1984/1985 | Dänemark: Einzelmeisterschaften der Junioren U15   | Herrendoppel | 1     | Thomas Stuer-Lauridsen, Gentofte / Christian Jakobsen, Horsens    |
| 1984/1985 | Dänemark: Einzelmeisterschaften der Junioren U15   | Herreneinzel | 1     | Thomas Stuer-Lauridsen, Gentofte                                  |
| 1986/1987 | Dänemark: Einzelmeisterschaften der Junioren U17   | Herrendoppel | 1     | Thomas Stuer-Lauridsen, Gentofte / Christian Jakobsen, Horsens    |
| 1986/1987 | Dänemark: Einzelmeisterschaften der Junioren U17   | Herreneinzel | 1     | Thomas Stuer-Lauridsen, Gentofte                                  |
| 1988      | Dutch Juniors                                      | Herreneinzel | 1     | Thomas Stuer-Lauridsen                                            |
| 1988      | Dutch Juniors                                      | Herrendoppel | 1     | Thomas Stuer-Lauridsen / Christian Jakobsen                       |
| 1988      | Nordische Juniorenmeisterschaften                  | Herrendoppel | 1     | Frederik Lindqvist / Thomas Stuer Lauridsen                       |
| 1988/1989 | Dänemark: Einzelmeisterschaften der Junioren U19   | Herreneinzel | 1     | Thomas Stuer-Lauridsen, Gentofte                                  |
| 1988/1989 | Dänemark: Einzelmeisterschaften der Junioren U19   | Herrendoppel | 1     | Thomas Stuer-Lauridsen, Gentofte / Christian Jakobsen, Horsens    |
| 1989      | Norwegen: Internationale Meisterschaften           | Mixed        | 1     | Thomas Stuer Lauridsen / Lotte Olsen                              |
| 1989      | Europameisterschaft der Junioren                   | Herrendoppel | 1     | Thomas Stuer Lauridsen / Christian Jakobsen                       |
| 1989      | Norwegen: Internationale Meisterschaften           | Herreneinzel | 1     | Thomas Stuer-Lauridsen                                            |
| 1989      | Nordische Juniorenmeisterschaften                  | Herreneinzel | 1     | Thomas Stuer-Lauridsen                                            |
| 1989      | Nordische Juniorenmeisterschaften                  | Mixed        | 1     | Thomas-Stuer Lauridsen / Camilla Martin                           |
| 1989      | Nordische Juniorenmeisterschaften                  | Herrendoppel | 1     | Christian Jakobsen / Thomas Stuer-Lauridsen                       |
| 1989/1990 | EBU Circuit                                        | Herreneinzel | 1     | Thomas Stuer-Lauridsen                                            |
| 1990      | Tschechoslowakische Internationale Meisterschaften | Herreneinzel | 1     | Thomas Stuer-Lauridsen                                            |
| 1990      | Tschechoslowakische Internationale Meisterschaften | Herrendoppel | 1     | Thomas Stuer-Lauridsen / Christian Jakobsen                       |
| 1990      | Polnische Internationale Meisterschaften           | Herrendoppel | 1     | Thomas Stuer-Lauridsen / Christian Jakobsen                       |
| 1990      | Nordische Meisterschaften                          | Herrendoppel | 1     | Thomas Stuer-Lauridsen / Max Gandrup                              |
| 1991/1992 | Dänemark: Einzelmeisterschaften                    | Herreneinzel | 1     | Thomas Stuer-Lauridsen, Gentofte BK                               |
| 1992      | Olympia                                            | Herreneinzel | 3     | Thomas Stuer-Lauridsen                                            |
| 1992      | Nordische Meisterschaften                          | Herreneinzel | 1     | Thomas Stuer-Lauridsen                                            |
| 1992      | Europameisterschaft                                | Herreneinzel | 2     | Thomas Stuer-Lauridsen                                            |
| 1992/1993 | Deutschland: Internationale Meisterschaften        | Herreneinzel | 1     | Thomas Stuer-Lauridsen                                            |
| 1992/1993 | Dänemark: Einzelmeisterschaften                    | Herreneinzel | 1     | Thomas Stuer-Lauridsen, Gentofte BK                               |
| 1993      | Kanada: Internationale Meisterschaften             | Herreneinzel | 1     | Thomas Stuer-Lauridsen                                            |
| 1993      | Hongkong Open                                      | Herreneinzel | 2     | Thomas Stuer-Lauridsen                                            |
| 1993      | Swedish Open                                       | Herreneinzel | 1     | Thomas Stuer-Lauridsen                                            |
| 1993      | Weltmeisterschaft                                  | Herreneinzel | 3     | Thomas Stuer-Lauridsen                                            |
| 1993      | Copenhagen Masters                                 | Herreneinzel | 1     | Thomas Stuer-Lauridsen                                            |
| 1993/1994 | Dänemark: Einzelmeisterschaften                    | Herreneinzel | 1     | Thomas Stuer-Lauridsen, Gentofte BK                               |
| 1994      | Swiss Open                                         | Herreneinzel | 1     | Thomas Stuer Lauridsen                                            |
| 1995      | Weltmeisterschaft                                  | Herreneinzel | 3     | Thomas Stuer-Lauridsen                                            |
| 1995      | Nordische Meisterschaften                          | Herreneinzel | 1     | Thomas Stuer-Lauridsen                                            |
| 1996/1997 | Dänemark: Internationale Meisterschaften           | Herreneinzel | 1     | Thomas Stuer-Lauridsen                                            |
| 1999      | Swiss Open                                         | Herreneinzel | 3     | Thomas Stuer-Lauridsen                                            |